# Llac Tenno
El llac de Tenno es troba al municipi de Tenno, a Trentino, a pocs passos del poble medieval de Canale di Tenno (o Villa Canale). La conca es va formar després de l'esllavissament del turó Ville del Monte, que va bloquejar el curs del seu afluent. El llac, que té una superfície d'aproximadament 195.190 m², és el sisè llac més gran del Trentino.

## Formació
Els orígens del llac es remunten aproximadament a l'any 1100. Abans de la seva formació, l'indret ocupat avui pel llac era la confluència de dues valls: la vall del Ballino i la vall alta del Magnone. En aquell temps, el llit del riu Ri Sec es trobava uns 220 metres per sota del nivell actual de les aigües. Els rius Ri Sec i Magnone s’unien just sota l’actual promontori de Ville del Monte.
Un esllavissament de proporcions colossals, probablement originat a les pendents del Mont Misone, va omplir la zona, creant una conca natural i obstruint el curs del torrent Rì Sec. En els primers anys després de l’esllavissament, l’aigua va inundar completament la conca. Amb el temps, però, la pressió acumulada va obrir pas a través d’un turó a la zona de Ville del Monte, formant un túnel de drenatge. Aquest fet va provocar que el nivell del llac descendís fins a estabilitzar-se cap a l’any 1400 en la cota actual.

## Geologia
El llac té forma rodona amb un braç que baixa cap al sud durant uns 200 m. m². Al braç sud, l'aigua és poc profunda durant diversos metres, mentre que a les costes nord l'aigua baixa ràpidament cap a una vall. El punt més profund prop de la desembocadura del rierol Laurel és de 47,7 metres.

## Rius
Dos afluents desemboquen al llac Tenno: el més important, amb una entrada d'aproximadament 20 m³ per segon, és el Rì Sec (o Rio Secco en italià) anomenat així perquè a la zona de la seva desembocadura està cobert per moltes roques i el curs d'aigua només és visible durant les èpoques d'inundació.
El segon afluent és el torrent Laurel (en italià Laurino) que, tot i el seu recorregut molt curt de només 100 metres, té un cabal notable, que mai supera els 5 °C.
L'única sortida és el rierol Picinino, que després desemboca al riu Magnone, on neixen les cascades Varone. El rierol Picinino surt del llac a una profunditat de 15 metres i brolla més enllà del turó Ville del Monte, des d'on flueix durant 2 km abans de desembocar al Magnone.

## Dessecació del llac
El nivell del llac ha baixat diversos metres des del 1970. Fins fa uns 30 anys, les rares ocasions en què l'illa estava connectada al continent eren un veritable esdeveniment. Avui dia, durant l'estiu, el tram més estret del llac darrere de l'illa s'asseca completament i l'illa es converteix en un petit promontori, una península connectada al continent.
La causa d'aquesta dessecació progressiva és principalment l'acció humana: des del 1970 fins avui, de fet, el cabal dels rius que alimentaven el llac s'ha reduït, si no eliminat completament. El Rì sec, que s'alimentava en gran part pels llacs Soi, ara ha reduït a la meitat el seu cabal a causa de la desaparició dels mateixos llacs. S'ha reduït molt l'aportació de les fonts de Tenèra, al grup de Pichee, que s'han explotat per abastir d'aigua les cases i les pistes de patinatge de Fiavé. A més, les fonts del Rio Freddo (un afluent del Rì Sec) s'han desviat per regar les vinyes de Volta di Nò, Cologna di Tenno i Varignano di Arco.
A la primavera del 2008, el llac va tornar a un nivell que no havia assolit en almenys set anys. Part de la vegetació que havia crescut a les ribes en els darrers anys estava submergida, i el llac arribava molt a prop de la font del Laurel Creek. El Ri Sec va duplicar el seu cabal, i el llac va superar els nivells normals que no havia assolit en algun temps. Els treballs de restauració van restaurar les dues conques de la zona dels llacs Soi, i les fortes pluges de primavera, combinades amb les nevades del Pichee, van fer que els llacs reapareguessin. Després d'anys, els llacs Soi encara existeixen, i la font principal del Ri Sec ha tornat. Aquest esdeveniment va ajudar a restaurar temporalment el nivell del llac a la normalitat.

## Galeria d'imatges

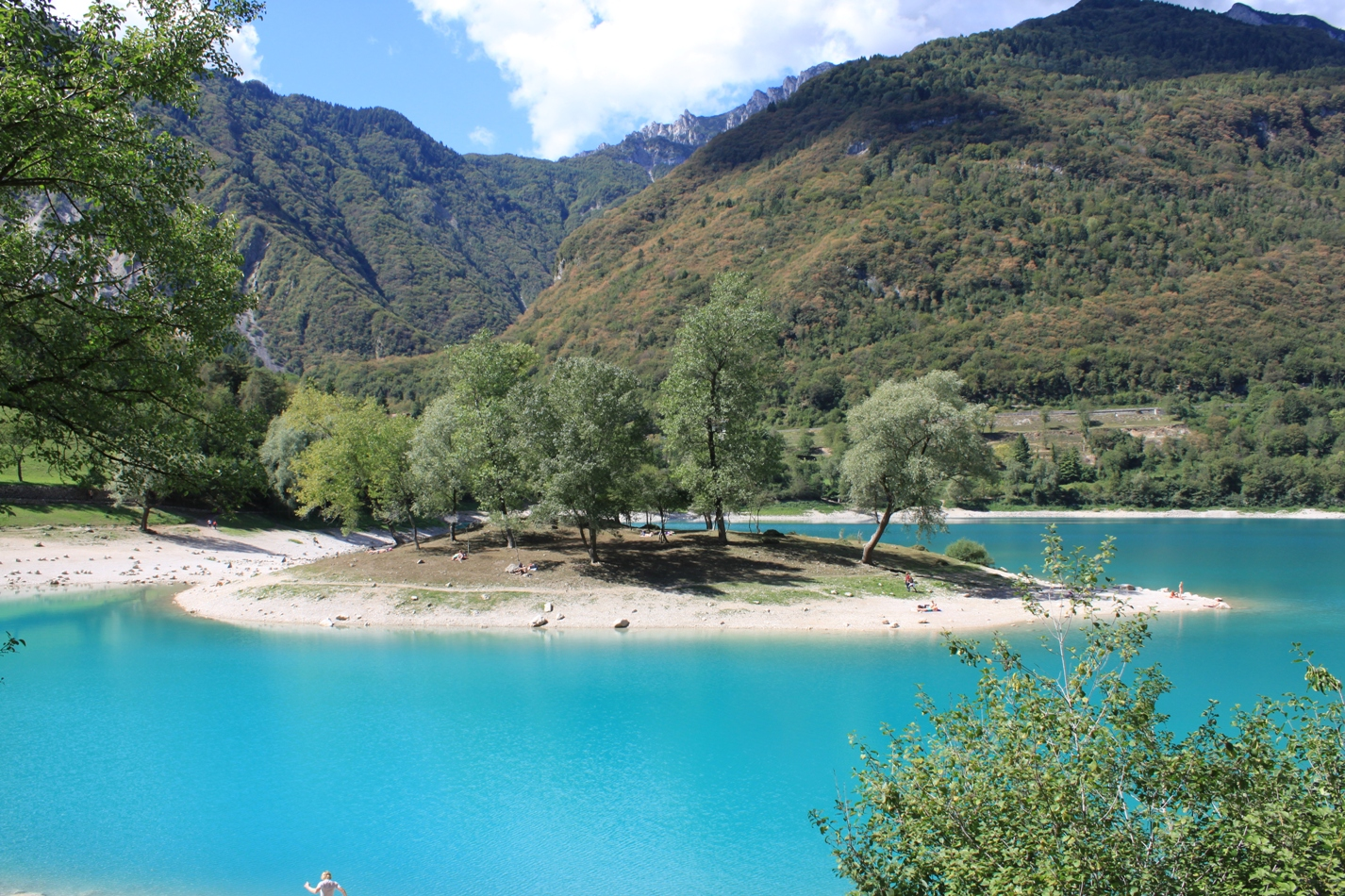
La petita illa del llac Tenno
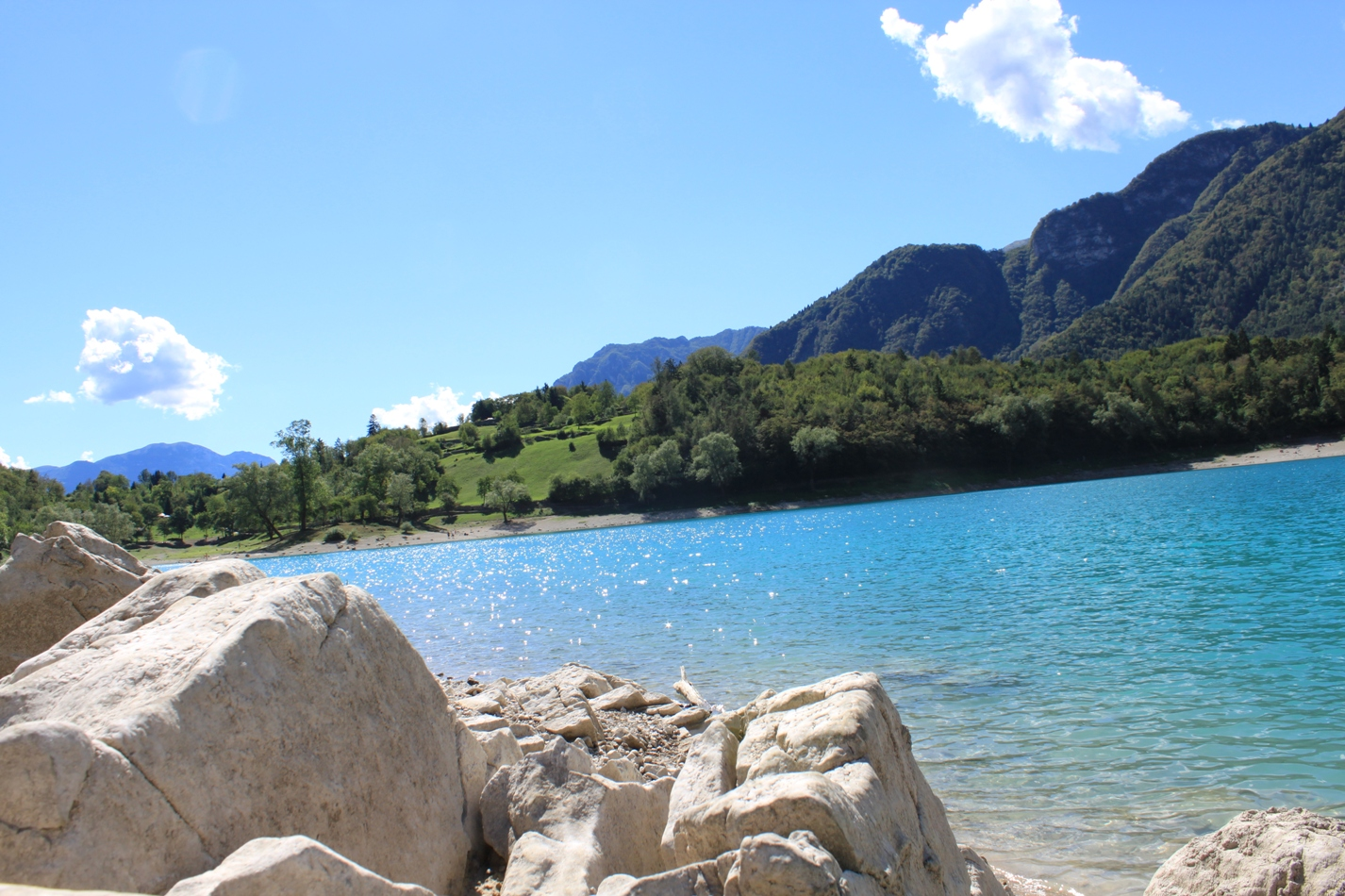
Vista del llac Tenno
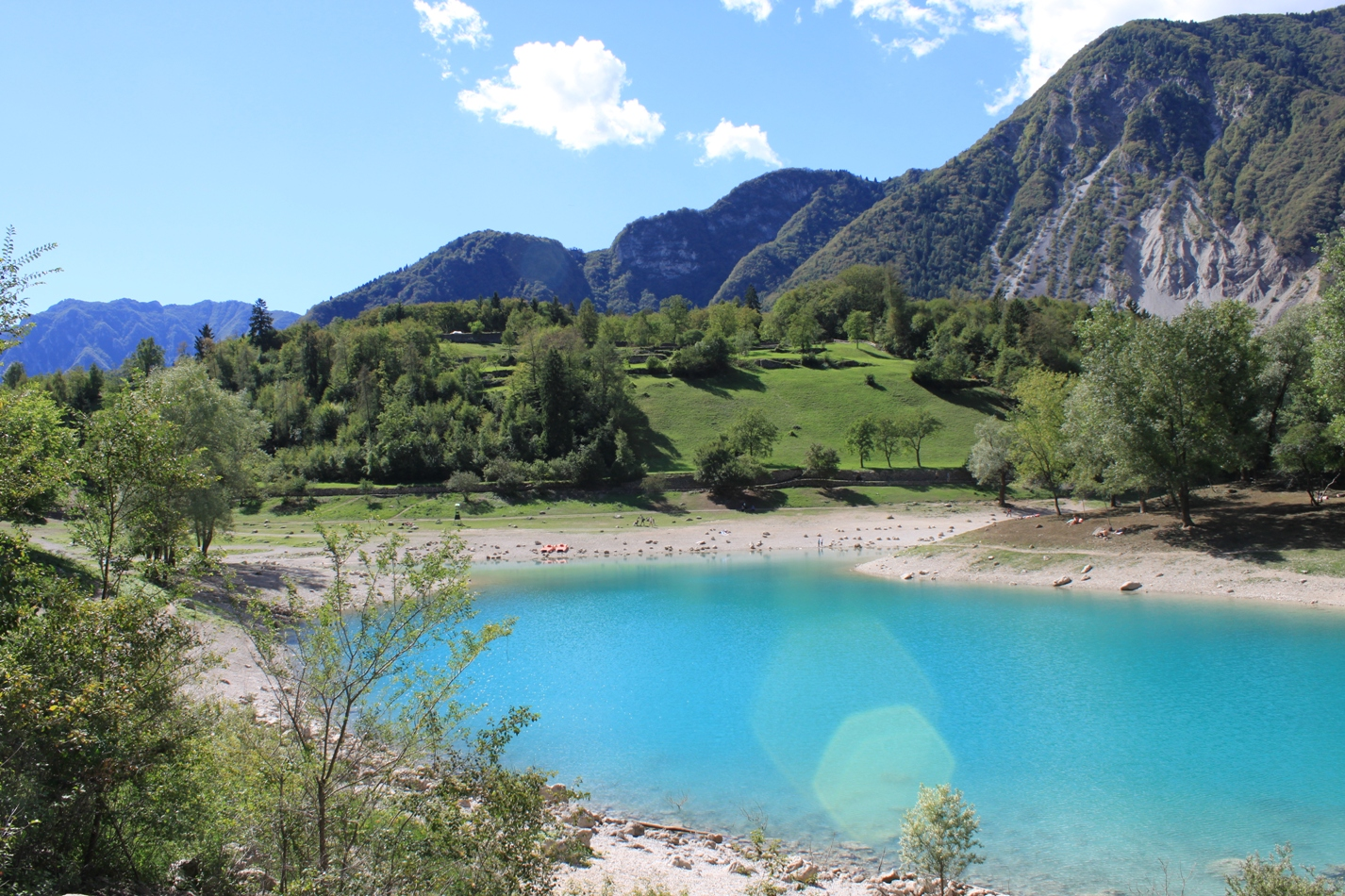
Cala al llac Tenno
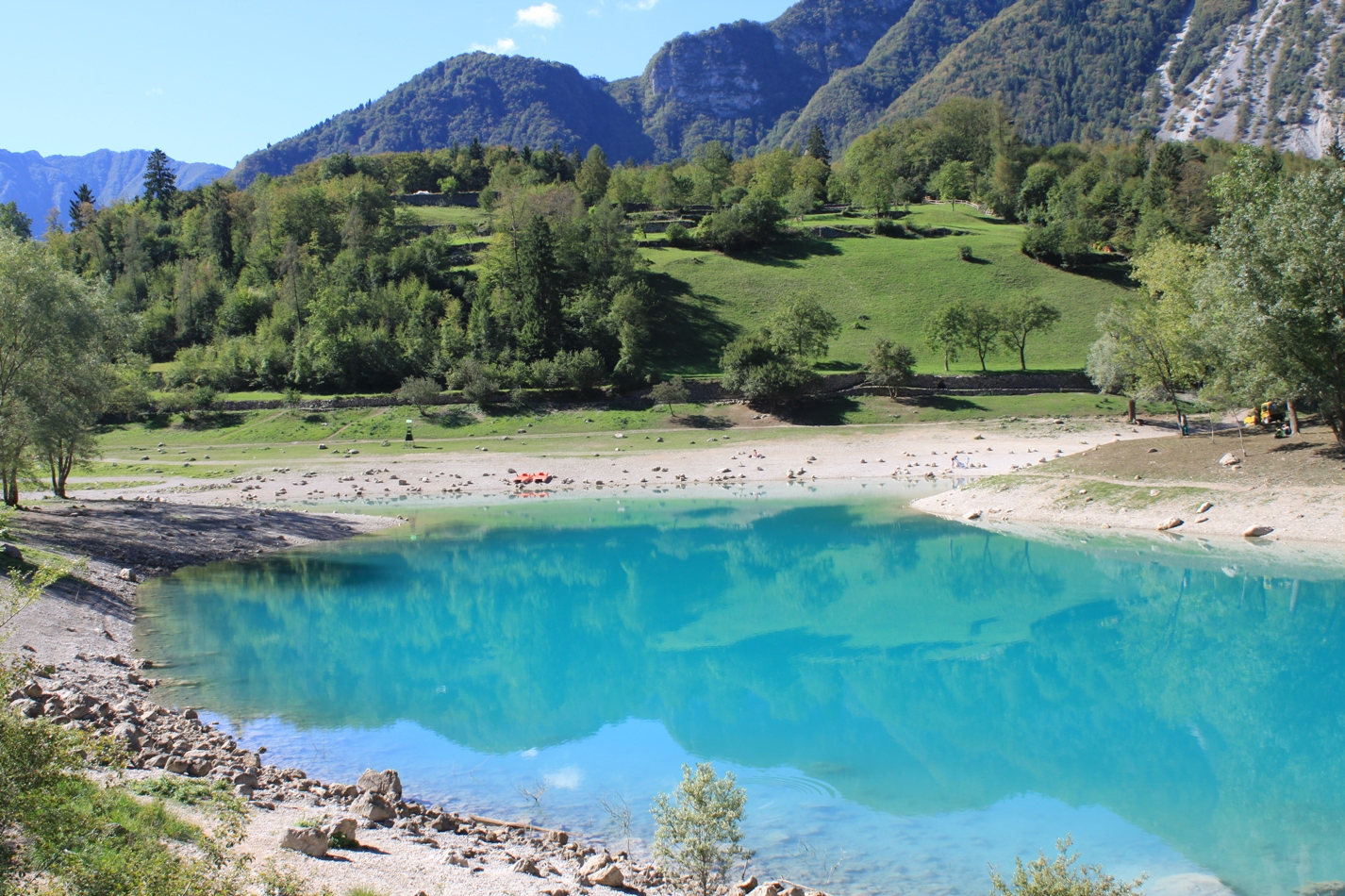
Llac Tenno

## Entrades relacionades
- Cascades de Varone